# Ольховський Віктор Іванович
Віктор Іванович Ольховський (нар. 21 жовтня 1961, Кокчетавська область) — український міліціонер, екс-начальник ГУМВС України в Запорізькій області (з 1 березня 2014 по 2015).
Начальник Головного управління Національної поліції в Запорізькій області (з 2015 по 2016)

## Освіта
Має три вищі освіти:
- 1982 — Кустанайський педагогічний інститут.
- 1991 — Свердловський юридичний інститут[ru].
- 1993 — Академія МВС Російської Федерації[ru].

## Трудова діяльність
Службу в органах внутрішніх справ розпочав у 1984 році після звільнення зі Збройних сил.
Перше призначення — молодший інспектор відділення карного розшуку, працював на посадах старшого оперуповноваженого і заступника начальника відділення карного розшуку, першого заступника начальника і начальником районного відділення внутрішніх справ, начальником кримінальної міліції УМВС України в м. Севастополі.
У Запоріжжя Віктор Ольховський був переведений у листопаді 2003 року на посаду заступника начальника УМВС — начальника кримінальної міліції.
З січня 2006 по січень 2007 року Віктор Ольховський перебував на посаді начальника УМВС України в Запорізькій області.
Після цього був призначений начальником УМВС у Черкаській області, а потім начальником Департаменту громадської безпеки МВС України.
Наказом Міністра внутрішніх справ України від 2 серпня 2008 р. генерал-майор міліції Віктор Іванович Ольховський призначений на посаду начальника ГУМВС України в Запорізькій області, обіймав цю посаду до березня 2010 р., коли його змінив Володимир Серба.
1 березня 2014 Віктор Ольховський знову призначений начальником ГУ МВС у Запорізькій області, змінивши Володимира Сербу.

## Нагороди
За час служби В. І. Ольховський неодноразово заохочувався, в тому числі він нагороджений:
- орденом «За мужність» III ступеня,
- Орденом «За заслуги перед Запорізьким краєм» I ступеня[1],
- знаками МВС України «Хрест Слави»,
- «За відзнаку в службі» I та II ступеня,
- «Закон і честь» та іншими відомчими нагородами.